# Nueva Valencia
Para el municipio, véase Nueva Valencia (Filipinas).
La colonia Nueva Valencia fue un núcleo de población situado en el actual municipio de Riachuelo, en la provincia de Corrientes, Argentina. La colonia fue fundada en 1912 por el escritor y político español Vicente Blasco Ibáñez, el cual se estableció con familias de origen valenciano.
En dicho año setenta familias de Valencia, España, atraídas por la expedición del escritor y político Vicente Blasco Ibáñez, fundaron la colonia y se asentaron cultivando hortalizas, naranjos y realizando el primer cultivo de arroz con canales y riego a base de una caldera.